# Puente Genil
Puente Genil es un municipio español de la provincia de Córdoba, en la comunidad autónoma de Andalucía. Forma parte de la Campiña Sur Cordobesa y su término municipal limita con la provincia de Sevilla. El municipio posee una ubicación privilegiada, pues se encuentra en pleno centro geográfico de Andalucía, constituyendo una localización idónea para las comunicaciones por ferrocarril y carretera. Además, está a poca distancia de las capitales andaluzas más importantes (Córdoba a 69 km, Málaga a 110 km, Sevilla a 120 km y Granada a 150 km).
Aunque los orígenes de Puente Genil se retrotraen a la Baja Edad Media, el municipio actual no se fundaría hasta 1834 con la fusión de las localidades de La Puente de Don Gonzalo y Miragenil. Durante la segunda mitad del siglo XIX la llegada del ferrocarril y una notable industrialización marcaron el crecimiento de Puente Genil, que se convirtió en una de las poblaciones más importantes de la provincia de Córdoba. Reflejo de esta importancia fue el hecho de que en agosto de 1889 se inaugurase un sistema de alumbrado eléctrico en la vía pública, siendo Puente Genil el segundo de municipio de España —después de Barcelona— en hacerlo.
En 2022, según el censo poblacional, Puente Genil cuenta con 29 748 habitantes. Su extensión superficial es de 171,01 km² y tiene una densidad de 173,95 hab/km². Se encuentra situada a una altitud de 216 m y a 68 km de la capital de provincia, Córdoba. Cuenta con diez pedanías en su termino municipal, entre las cuales sobresalen Cordobilla y El Palomar.

## Historia

### Prehistoria y Antigüedad
Sobre la base de las actuales evidencias materiales documentadas en la comarca de Puente Genil se estima que en esta zona la ocupación humana comienza en el Paleolítico Medio. Estos restos materiales son diversos útiles de piedra tallada (sílex y cuarcitas), como raederas, bifaces, denticulados y cuchillos, procedentes, sobre todo de yacimientos situados en las antiguas terrazas del Genil, como Torrecillas, Yeguas, La Mina o El Rabanal, y que corresponden a sociedades de cazadores-recolectores. El cultivo de plantas y la domesticación de ciertas especies permitieron una mayor estabilidad a las comunidades humanas en el territorio y poder alimentar a un mayor número, a consecuencia de lo cual se pudo producir un aumento demográfico. El Calcolítico y la Edad del Bronce se encuentran bien documentados en la zona en yacimientos como Fuente del Lobo, cerro del Ahorcado o camorra de Puerto Rubio.
Durante el bronce Final, los habitantes de esta zona reciben fuertes influjos de otras zonas de la península ibérica y del Mediterráneo Oriental. El valle medio del Genil queda incluido en el área de influencia tartéssica y en su heredera, la cultura turdetana. De esta época datan importantes yacimientos como los Castellares, Las Gaseosas o la Villeta de las Mestas. Testigos materiales de la presencia de estos pueblos en la zona se encuentran en el Museo Histórico Local como cerámica bruñida, algunos fragmentos cerámicos con decoración incisa, objetos de metal como fíbulas colgantes o puntas de flecha, y cerámica corintia del siglo IV a. C. Otro testimonio de la presencia ibérica son las diversas esculturas zoomorfas en caliza, relacionadas con el mundo funerario.

### Edad Moderna
Los orígenes de Puente Genil están en la unión administrativa de dos núcleos de población separados: Miragenil y La Puente de Don Gonzalo. Esta última fue fundada probablemente durante el segundo cuarto del siglo XV, emplazada en la margen derecha del río Genil. Tradicionalmente, se había venido dando por buena la fundación de La Puente de Don Gonzalo durante el siglo XIII por el caballero de origen portugués Gonzalo Yáñez Dovinal. No obstante, en fechas recientes se ha puesto de manifiesto su no existencia durante los siglos XIII-XIV debido a la ausencia de documentos que la avalen. En la orilla contraria del río se encontraba situado el pequeño núcleo poblacional de Miragenil, asociado con el municipio de Estepa y dentro de la jurisdicción del Reino de Sevilla. La fundación de Miragenil se sitúa en la segunda mitad del siglo XVI.
La construcción hacia 1583 de un puente de piedra sobre el Genil, proyectado por Hernán Ruiz el Joven, facilitaría la comunicación entre ambas localidades, que fueron creciendo en tamaño. En 1821, durante el Trienio Liberal, se produjo la unión de ambas poblaciones mediante un decreto de las Cortes con fecha de 18 de junio que se formalizó el 20 de julio. No obstante, esta fusión fue efímera y en 1823 se decretó su separación de nuevo, volviendo a la situación previa. No sería hasta unos años después, bajo la regencia de María Cristina, cuando tuvo lugar la referida unión entre ambos localidades mediante Real Decreto de 10 de diciembre de 1834. El nuevo municipio adoptó el nombre de «Puente Genil».  

### Edad Contemporánea
Durante la segunda mitad del siglo XIX se produjeron varios hechos que marcarían el desarrollo de Puente Genil y la convertirían en una de las poblaciones más importantes de la provincia de Córdoba. En 1865 el ferrocarril llegó al municipio con la inauguración de la línea Córdoba-Málaga, que contó con su propia estación en la localidad. Varias décadas después, en 1893, fue inaugurada la línea Linares-Puente Genil. Esto convirtió al municipio pontanense en un nudo ferroviario, al tiempo que supuso una mejora notable en las comunicaciones de la zona. Otro hecho relevante de estos años fue el desarrollo industrial, con la construcción de varias fábricas en el municipio ligadas al sector agroindustrial. La elaboración de productos tales como harinas, aceite de oliva, aceite de orujo y carne de membrillo alcanzó una gran importancia. De todo este entramado industrial sobresale el caso de la Colonia industrial Nuestra Señora del Carmen, que se levantó a comienzos del siglo XX y contó con varias fábricas.
Eventualmente, la expansión de las actividades industriales propició la introducción de la electricidad. En agosto de 1889 se inauguró un sistema de alumbrado eléctrico en la vía pública, siendo Puente Genil el segundo de municipio de España —después de Barcelona— en hacerlo. Fueron construidas varias centrales de generación eléctrica, como La Aurora (1894), para atender la demanda tanto pública como privada.
La actividad económica propició que se fuera articulando un importante movimiento obrero con presencia entre los trabajadores del campo, la industria y el ferrocarril. Desde 1912 influencia del socialismo se hizo fuerte en la zona, llegando a ser Puente Genil uno de los principales núcleos socialistas de la provincia de Córdoba. Una de las más notables figuras del movimiento socialista pontanense fue el periodista Gabriel Morón, que durante el período de la Segunda República llegó a ostentar la alcaldía. Al comienzo de la Guerra Civil el municipio quedó situado dentro de la zona republicana, si bien no tardó en ser ocupado a comienzos de agosto por las fuerzas sublevadas al mando del coronel Antonio Castejón. A la represión inicial republicana, que dejó un centenar de asesinatos, le siguió otra oleada represiva auspiciada por los sublevados que llegaría a provocar un millar de víctimas.
A comienzos de la década de 1950 se construyó el embalse de Cordobilla al sur del término municipal, levantándose también una central hidroeléctrica como nueva fuente de energía. En esta misma zona el Instituto Nacional de Colonización (INC) promovió, en la década de 1960, el establecimiento del poblado de Cordobilla. Durante el período franquista el Servicio Nacional del Trigo promovió la construcción en Puente Genil de un silo para el almacenamiento del grano, el cual entró en servicio en 1966. Paralelamente, el Sindicato Nacional del Olivo promovió la construcción de un Almacén Regulador de Aceite, con el fin de atender la producción del sector olivarero. La entrada en servicio del embalse de Cordobilla y, con posterioridad, del canal Genil-Cabra, permitió introducir el regadío en la zona y contribuyó a una expansión de la producción agrícola. Este auge de la agricultura coincidió con un declive del tradicional sector industrial, llegando a cerrarse varias fábricas en la década de 1960.

## Administración y política

### Alcaldes
| Legislatura | Nombre                                                          | Partido político |
| ----------- | --------------------------------------------------------------- | ---------------- |
| 1979–1983   | Manuel García Cejas (1979-80), Miguel Salas Ariza (1980-83)     | PSOE UCD         |
| 1983–1987   | Manuel Baena Jiménez                                            | PSOE-A           |
| 1987–1991   | Miguel Vallejo Berral (1987-90) Joaquín Cortés García (1990-91) | PSOE-A           |
| 1991–1995   | Joaquín Cortés García                                           | PSOE-A           |
| 1995–1999   | Miguel Vallejo Berral                                           | UGI              |
| 1999–2003   | Manuel Baena Cobos                                              | IU               |
| 2003–2007   | Manuel Baena Cobos                                              | IU               |
| 2007–2011   | Manuel Baena Cobos                                              | IU               |
| 2011–2015   | Esteban Morales Sánchez                                         | PSOE-A           |
| 2015–2019   | Esteban Morales Sánchez                                         | PSOE-A           |
| 2019–2023   | Esteban Morales Sánchez                                         | PSOE-A           |
| 2023–2027   | Sergio Velasco Albalá                                           | PP               |

## Geografía
| Noroeste: Santaella                                       | Norte: Aguilar de la Frontera                   | Noreste: Aguilar de la Frontera |
| Oeste: Estepa (Sevilla) (por enclave) y Herrera (Sevilla) | Puntos cardinales                               | Este: Aguilar de la Frontera    |
| Suroeste: Estepa (Sevilla)                                | Sur: Casariche (Sevilla) y Badolatosa (Sevilla) | Sureste: Aguilar de la Frontera |

## Demografía
Puente Genil cuenta con una población de 29 844 habitantes (INE 2024).
| Gráfica de evolución demográfica de Puente Genil entre 1842 y 2021                                                  |
| |
| Población de derecho según los censos de población del INE Población de hecho según los censos de población del INE |

## Economía

### Evolución de la deuda viva municipal
El concepto de deuda viva contempla sólo las deudas con cajas y bancos relativas a créditos financieros, valores de renta fija y préstamos o créditos transferidos a terceros, excluyéndose, por tanto, la deuda comercial.
| Gráfica de evolución de la deuda viva del Ayuntamiento de Puente Genil entre 2008 y 2023                |
| |
| Deuda viva del Ayuntamiento de Puente Genil, en miles de euros, según datos del Ministerio de Hacienda. |

## Clima

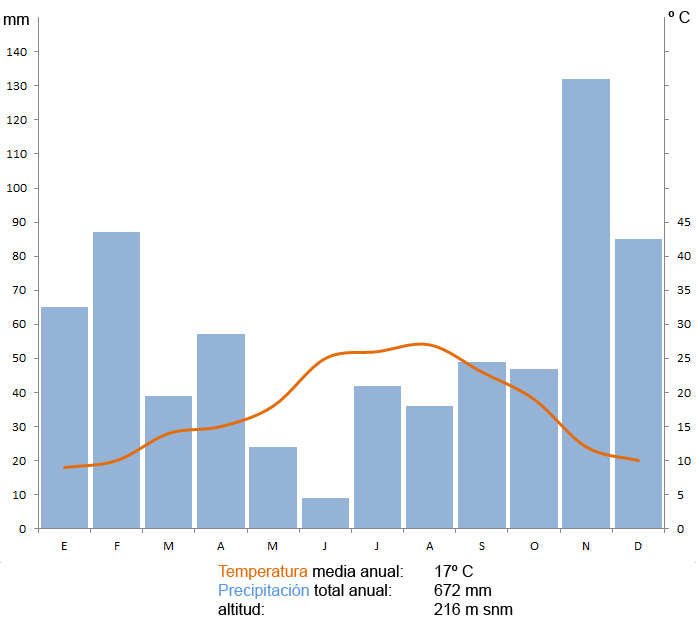
Climograma de Puente Genil

Puente Genil tiene un clima mediterráneo continentalizado. Los inviernos son fríos y los veranos calurosos, con importantes oscilaciones térmicas diarias que van desde los 0 °C e incluso temperaturas por debajo de los 0 °C en invierno hasta más de 40 °C en verano. Las precipitaciones anuales rondan los 400 mm.

## Patrimonio artístico y monumental

### Arquitectura civil
Puente Genil cuenta con bastantes ejemplos de ingeniería civil, que van desde el puente que une los dos barrios históricos de la villa hasta casas palacio de los siglos XVIII y XIX, pasando por la arquitectura industrial de finales del XIX y principios del siglo XX que atestiguan el gran desarrollo económico que experimentó la localidad en esta época. A las afueras del municipio, sobre un cerro se levanta la fortaleza del castillo de Anzur.

#### Puente sobre el río Genil

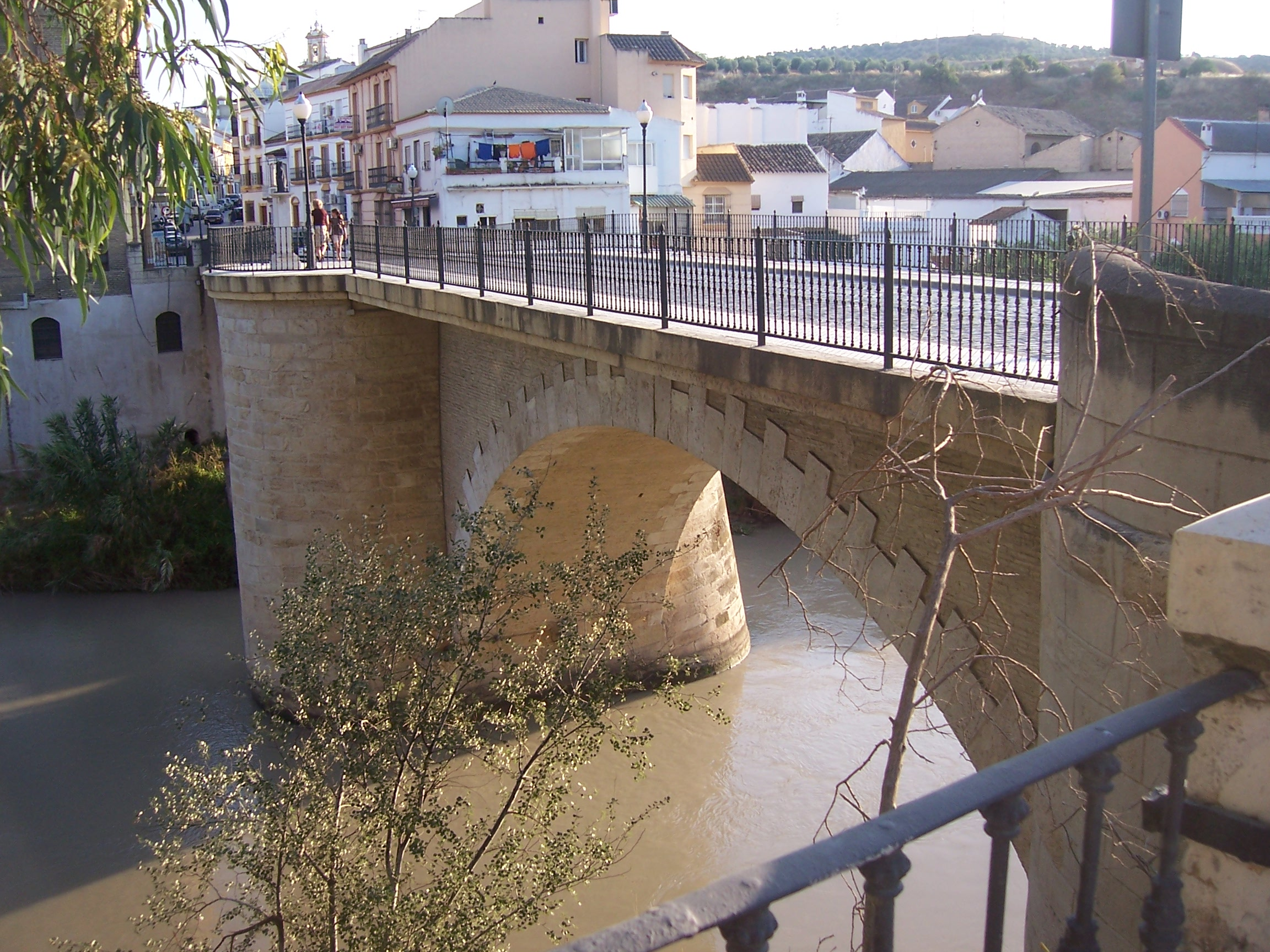
Puente sobre el río Genil a su paso por la localidad

El nacimiento de "La Puente de Don Gonzalo" (núcleo primitivo de Puente-Genil) hay que fecharlo a finales del siglo XV, en torno a un primitivo puente de madera que construiría en el 2º cuarto de dicho siglo el obispo de Jaén, Don Gonzalo de Estúñiga, cuyo emplazamiento se acercaba al actual.
No será hasta el siglo XVI cuando se sustituya este paso por un puente pétreo. En 1561 el Concejo contrata con el arquitecto cordobés Hernán Ruiz II la obra de un nuevo viaducto, que estaría terminado en 1583. De esta obra solo se conserva el gran pilar circular del centro. Solo tuvo dos grandes ojos que descargaban en dicho pilar y en las fábricas de las orillas.
En 1684 se hundió el arco inmediato a Miragenil por una riada. En el siglo XVIII debido a su estado de ruina debieron reedificarlo. Las obras se hicieron en 1.703 por el maestro Matías Solano, formándose los dos arcos inmediatos a Miragenil. Años después, en 1728, se continuó la construcción de la otra mitad pendiente con el proyecto de Juan Antonio Camacho, antiguo obrero del duque de Medinaceli y maestro mayor de obras de Córdoba.
Hoy subsisten los arcos de Solano ya que el anchuroso arco de ladrillo que abarca el resto fue construido en 1874 por el ingeniero francés Leopoldo Lemoniez.

#### Casa palacio de los Mayordomos de los Duques de Medinaceli
Se trata de una casa-palacio del siglo XVIII, de grandes dimensiones y dispuesta en torno a un elegante patio de columnas de jaspe rojo. La barroca fachada principal está situada en la calle Don Gonzalo, la más histórica de la villa, y aparece flanqueada por los escudos nobiliarios además de unos hermosos balcones. En el interior destaca la escalera principal y el salón "dorado", donde se encuentra el mobiliario y la decoración más valiosa.

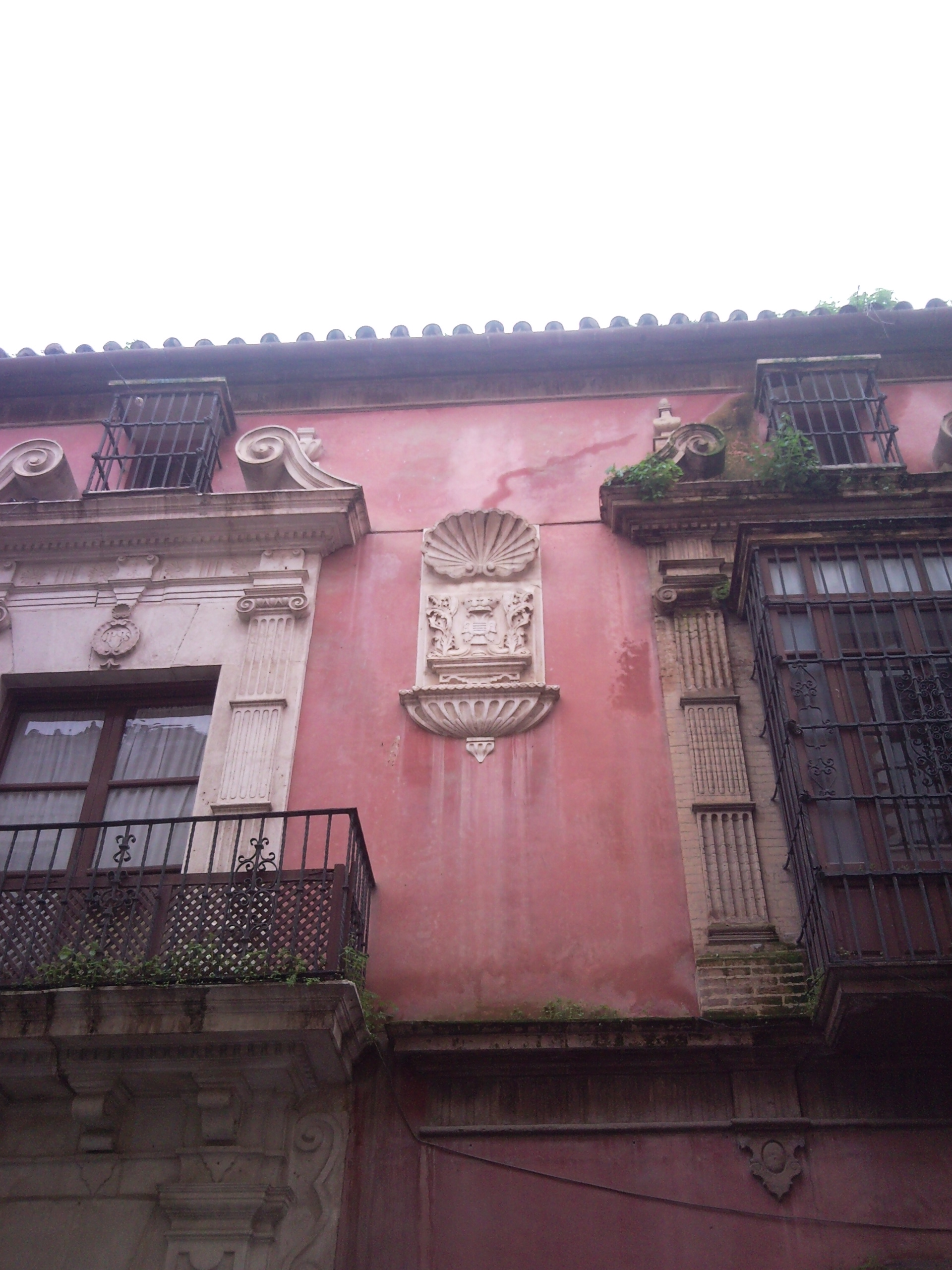
Escudo de armas de la casa de Medinaceli en la fachada principal del edificio
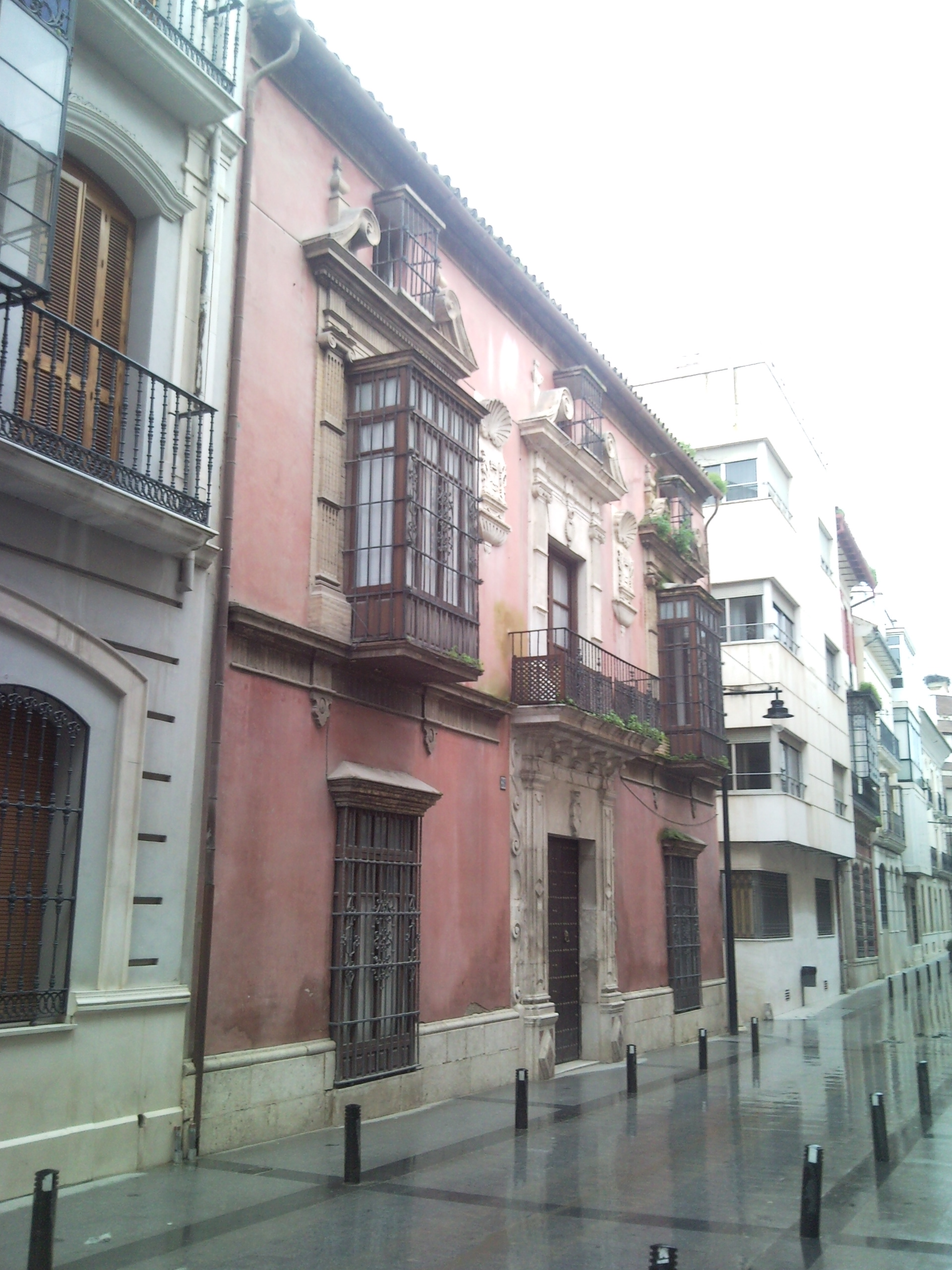
Fachada principal del palacio hacia la calle Don Gonzalo
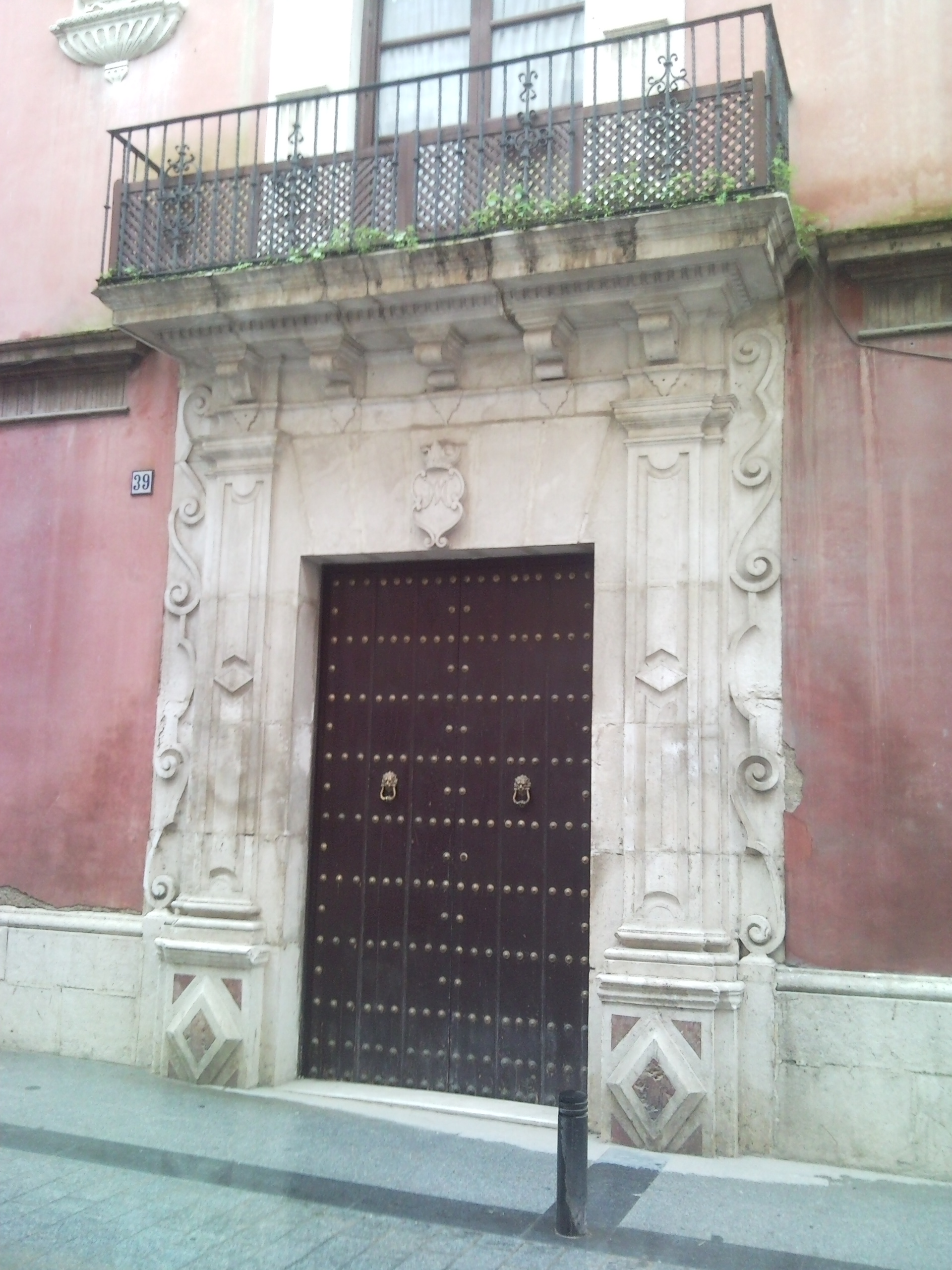
Portada del edificio
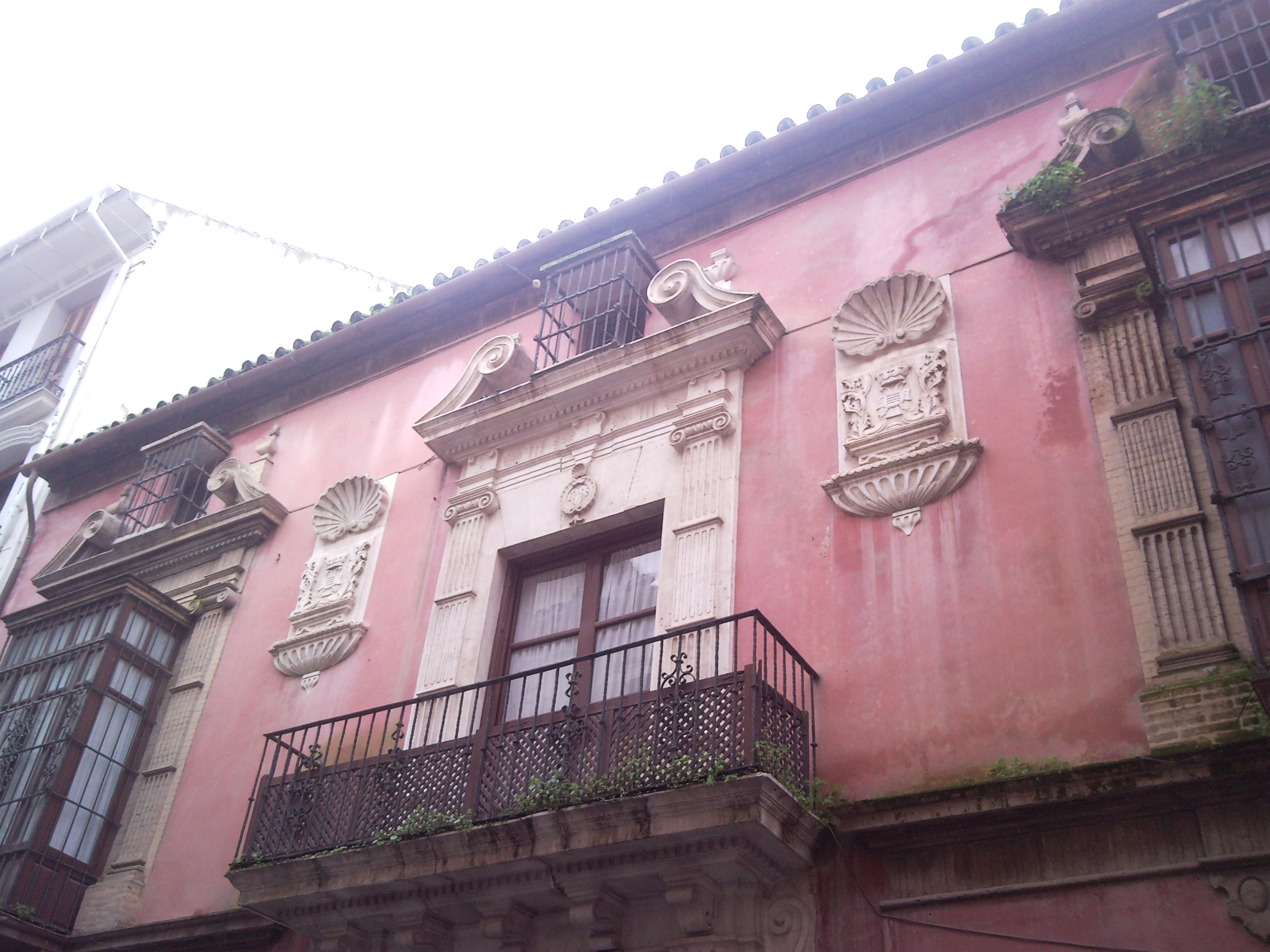
Balconada de la planta noble del palacio

#### Teatro Circo
Construido por el maestro pontanés Rodrigo García, inaugurado en 1902 y reabierto, tras un completo proceso de reformas, en febrero de 1995 después de tres décadas cerrado a raíz de las inundaciones de 1963.
El Teatro Circo es el principal equipamiento escénico de Puente-Genil junto con el teatro al Aire Libre en el parque de los pinos. El edificio, de estilo ecléctico, recoge elementos modernistas y regionalistas.
Dispone de 328 localidades: 188 en platea, 24 en palcos, 56 en entresuelo, 30 en galería 1.ª y 30 en galería 2ª.
Curiosos y dignos de mención son los Telones que se conservaban para las obras de este pueblo de gran calidad e interés y que fueron enajenados en décadas pasadas así como la lámpara de araña, también tristemente perdida y hoy repuesta por una de menor categoría.
Enclavado en calle Jesús, 1, en el barrio histórico de La Isla.

#### Casa consistorial

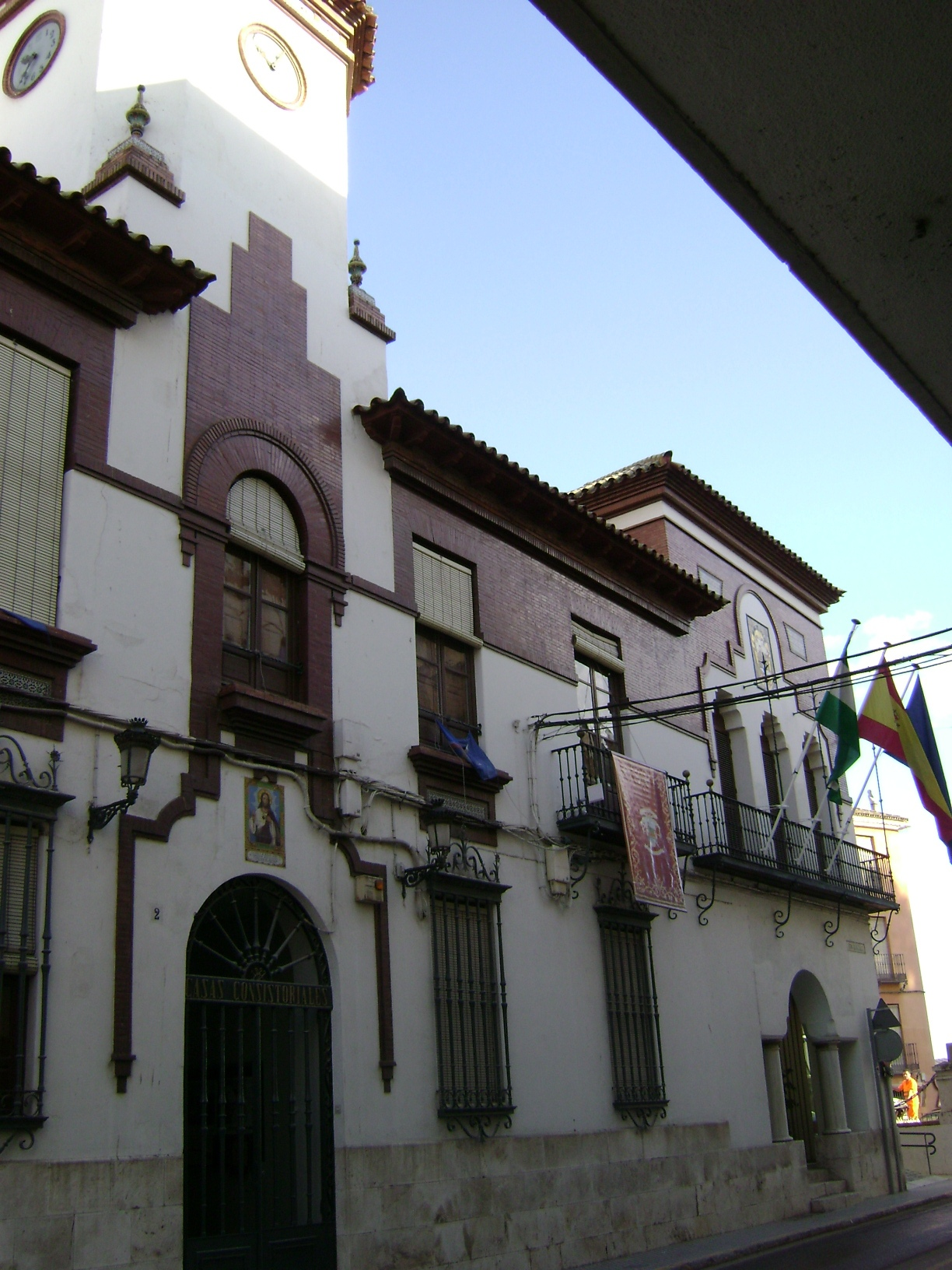
Casa consistorial pontanense.

#### Cortijo Las Monjas
Cortijo con una superficie construida habitable de 573m².
Su construcción data de 1869 y su primer uso fue el de Casa Convento de un grupo de la congregación religiosa de la Orden de San Pablo Primer Eremita, desplazados desde Lepoglava (actual Croacia), quienes en 1854 sufrieron la enajenación de su monasterio por parte de las autoridades locales para transformarlo en una prisión.  Se cree que estos mismos monjes croatas trajeron a Andalucía, y más concretamente al área del sur de Córdoba, la tradición artesana del encaje de bolillos.
La particularidad del Cortijo Las Monjas reside es su tipología única, erigido en lo alto de un cerro, siendo uno de las pocas construcciones que se mantiene en pie de este estilo andaluz a una cota tan alta, según el índice de Cortijos de Andalucía.
- Casas solariegas y señoriales. Aún se conservan en Puente-Genil buenos ejemplos de la arquitectura civil dentro los siglos XVIII y principios del XX. Entre ellas se pueden destacar: la casa de la familia Ximénez- Montilla, la de la familia Reina, la de los Ariza, o la de Leopoldo Lemoniez.

### Arquitectura religiosa

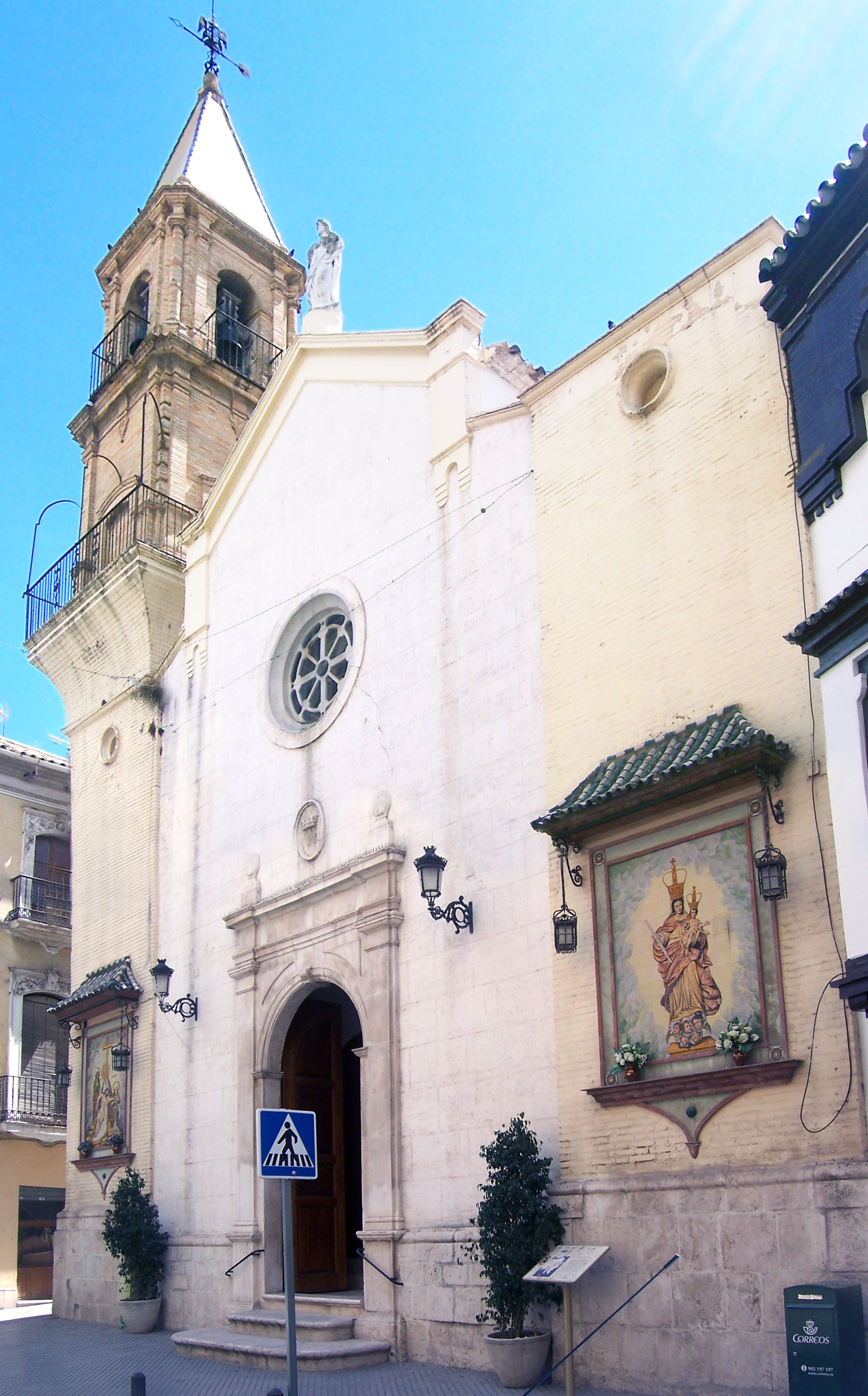
Fachada de la Parroquia Matriz de Puente Genil.

En este apartado pasaremos a citar las distintas iglesias de Puente Genil:
- Iglesia de Nuestra Señora de la Purificación (s. XIX)
- Iglesia de Santiago el Mayor (s. XVIII)
- Iglesia de Nuestra Señora de la Concepción (s. XVIII)
- Iglesia de Nuestra Señora del Carmen (s. XX)
- Iglesia de Nuestra Señora de la Victoria
- Iglesia de Nuestra Señora de los Ángeles
- Iglesia de la Realeza de María (s. XX)
- Iglesia de Nuestra Señora de los Desamparados (s. XXI)
- Ermita del Dulce Nombre de Jesús (s. XVI)
- Ermita de Nuestro Padre Jesús Nazareno
- Ermita de San Isidro Labrador (s. XX)

### Arquitectura industrial

#### La Aurora
La Aurora es un edificio industrial que se construyó en la localidad cordobesa de Puente-Genil en 1897 para albergar las dependencias de la Central Eléctrica. En su fachada destaca la utilización del ladrillo visto como elemento decorativo con reminiscencias mudéjares. El nombre al edificio se lo da una imagen de la diosa romana Aurora, que remata la cornisa superior Destaca su Monumentalidad. Se encuentra en la calle Jesús, número 8.

#### La Alianza
Su construcción se realizó en 1887, por el arquitecto francés D. Leopoldo Lemoniez como fábrica de harinas y electricidad. Llegados a Puente-Genil hay que recordar que en 12 de agosto de 1889 Puente-Genil fue la segunda ciudad de España en tener luz eléctrica aprovechando la fuerza de la corriente del Agua . lo que provocó una verdadera Revolución a nivel industrial afectando por tanto al nivel socioeconómico de Puente-Genil.
El modelo utilizado responde a un edificio de cuatro plantas, con ventanales ornamentados y amplios en la fachada, con la utilización de piedra blanca de Sierra Gorda como elemento decorativo. 
Actualmente este edificio esta en manos municipales, y el ayuntamiento ha realizado dos fases para su recuperación consistentes en la supresión de edificios adyacentes que no eran originales así como la nueva ejecución de las cubiertas para evitar su desplome.
se encuentra este edificio en la plaza nacional, junto al puente y a los pies del río que da nombre a esta villa, el acceso a la antigua fábrica se encuentra en la calle Río de Oro.

#### Edificio del Carmen
Se encuentra enclavado en un edificio emblemático del año 1904 totalmente restaurado con una decoración exquisita "rústico modernista". Actualmente es un hotel de 30 habitaciones totalmente equipadas. Cuenta con una Junior Suite, piscina exterior y restaurante-bodega.

#### Puente de Hierro
El Puente de Hierro se encuentra sobre la aldea de El Palomar, obra del ingeniero francés Leopoldo Lemoniez, ayudante del famoso arquitecto Eiffel, constructor de la Torre Eiffel, en París. Se inició su construcción en 1864, inaugurándose el 10 de agosto de 1876. Cabe destacar que los hierros se moldearon y curtieron en el taller de Eiffel, en París.

## Yacimiento arqueológico de Fuente Álamo

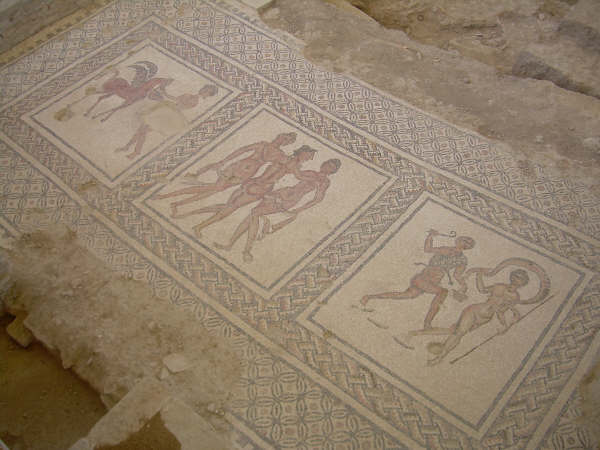
Mosaico de las Tres Gracias. Conjunto Arqueológico de Fuente Álamo.

El término municipal de Puente-Genil cuenta con un yacimiento arqueológico de gran importancia, el conjunto arqueológico de Fuente Álamo, en que se han encontrado vestigios de una ocupación ininterrumpida de unos mil años. En época califal se utilizan parte de las estructuras romanas para levantar una pequeña almazara rural de vida muy corta, así lo demuestra la cerámica califal y postcalifal encontrada en el lugar, así como la necrópolis, recientemente descubierta, inmediata a esta almazara.
Dentro de este complejo artístico cabe destacar la presencia de mosaicos como el Nilótico, reconocido como el primer cómic de la historia, o el mosaico de las Tres Gracias.

## Eventos culturales

### Feria Real
La “Feria Real” en Puente Genil (Córdoba) es una de las ferias más antiguas de la región, y está declarada de interés turístico. Tiene lugar del 14 al 19 de agosto, siendo un festejo que es el alma de la ciudad y atrae todos los años a muchos visitantes. Acuden a disfrutar de la fiesta y el baile en las casetas. El programa de actividades es muy variado e incluye conciertos, competiciones deportivas y tradición.
• El 14 de agosto de 2022 a las 22:00 horas la portada de la Feria es iluminada, dando oficialmente el comienzo a los festejos. Además en la Caseta Municipal, tiene lugar el afamado Festival de Cante Grande “Fosforito”, considerada una de las citas flamencas más importantes del país.
• La Feria termina el día 19 de agosto con el lanzamiento de fuegos artificiales, que dan un gran colorido a la noche de Puente-Genil.

### Rock And River Blues Festival
Puente Genil cuenta con unos de los festivales de Blues más importantes de la provincia de Córdoba. Inició su modesta aparición en el año 2005 y ya en el 2007 está considerado como uno de los festivales con mayor progresión de la provincia de Córdoba.

### Verano Joven
Puente-Genil cuenta con unas actividades veraniegas para los jóvenes que se dividen en dos grupos:
- Juventud menor (Hasta 17 años)
- Juventud mayor (De 18 a 35 años)

Estas actividades se realizan en el Parque de los Pinos cuenta con un torneo de Pro para PS2, un torneo de street fútbol, donde los ganadores fueron en la categoría de 12 a 14 años Seventies Street y en la categoría de 15 a 17 Los Galácticos, también hay actividades que se desarrollan fuera de este recinto como Senderismo nocturno por las canteras hasta llegar a la Sierra del Niño o piragüismo por el canal Puente-Genil - Cabra.

### Flamenco
El pueblo ha sido cuna de cantaores como Diego Bermúdez "El Tenazas", Niño del Genil, Antonio Ranchal, Maestro Chicano, Pedro Lavado o Jiménez Rejano. Es también famoso su festival flamenco "Fosforito" que lleva ya más de 50 ediciones.

## Transportes y comunicaciones

### Autobuses urbanos
Las líneas son las siguientes:
| Línea            | Trayecto                                                 | Frecuencia*                                                                       | Nº Paradas |
| ---------------- | -------------------------------------------------------- | --------------------------------------------------------------------------------- | ---------- |
| Línea 1          | Palomar - Miragenil - Hospital (vía Cruz del Estudiante) | 30' de lunes a viernes. 1 hora los sábados.                                       | 24         |
| Línea 2          | Hospital - Miragenil - Palomar (vía Matallana)           | 30' de lunes a viernes. 1 hora los sábados.                                       | 15         |
| Línea 3          | Carrefour/Mercadona - Plaza Felipe Neri                  | 30' de lunes a viernes. 1 hora los sábados.                                       | 16         |
| Linea Cementerio | Centro - Cementerio                                      | 1 hora de lunes a viernes. 1 hora los sábados. Solo la semana del 1 de noviembre. |            |
| Linea Ferial     | Centro - Ferial                                          | 1 hora de lunes a viernes. 1 hora los sábados. Solo la semana de Feria.           | ---        |

### Estación de Puente Genil

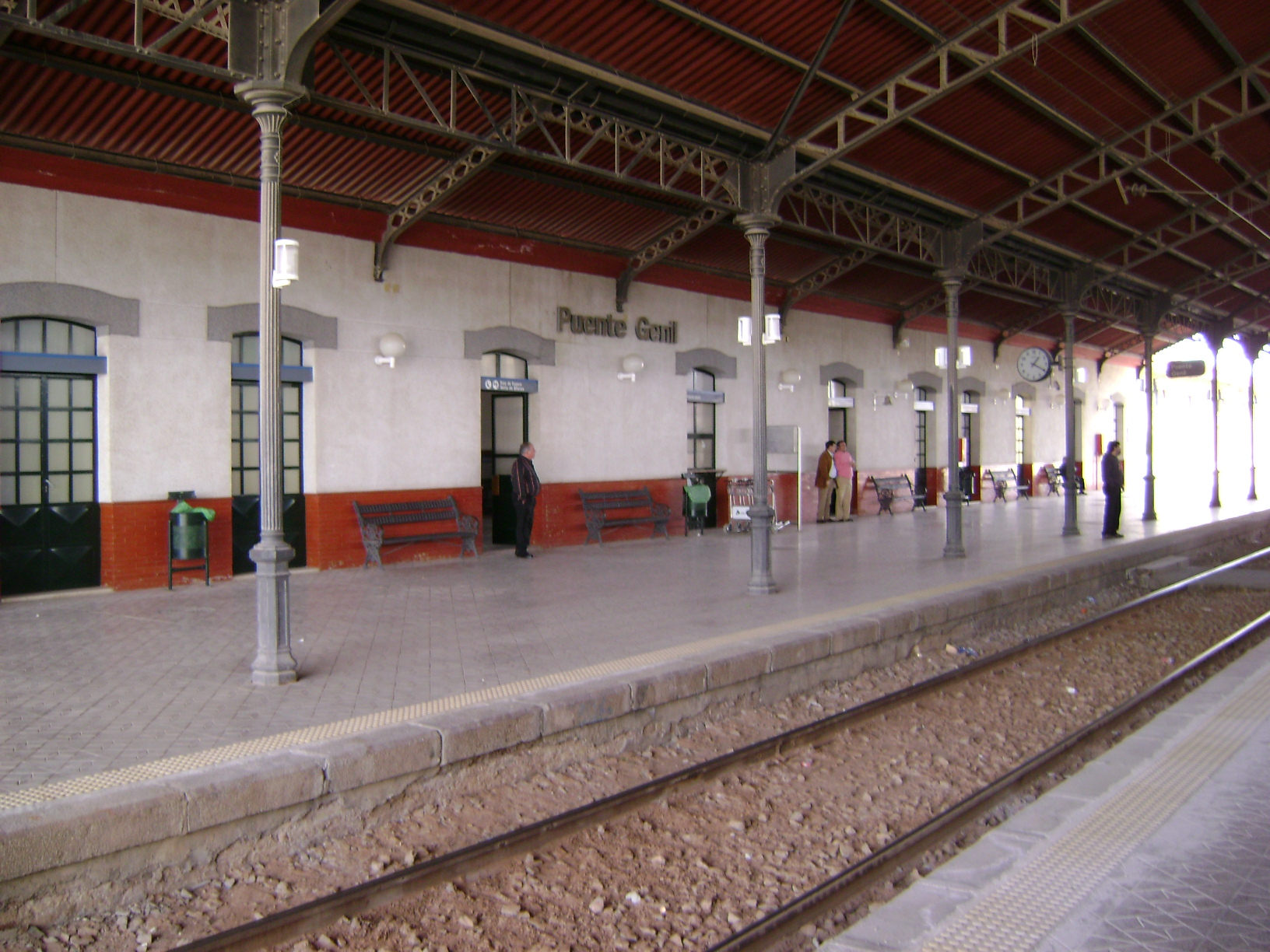
Vista de uno de los andenes de la estación ferroviaria de Puente-Genil

Puente Genil cuenta con una estación ubicada en el núcleo urbano sin servicios de pasajeros desde hace algunos años, en la cual se daba servicios de Larga Distancia, Media Distancia, Trenhotel y  que comunicaba la ciudad con el resto del país. Ya no cuenta con ningún servicio ferroviario de pasajeros, solo transporte de mercancías, tras la puesta en servicio la Estación de Alta Velocidad de la ciudad.

### Estación de alta velocidad Puente Genil-Herrera

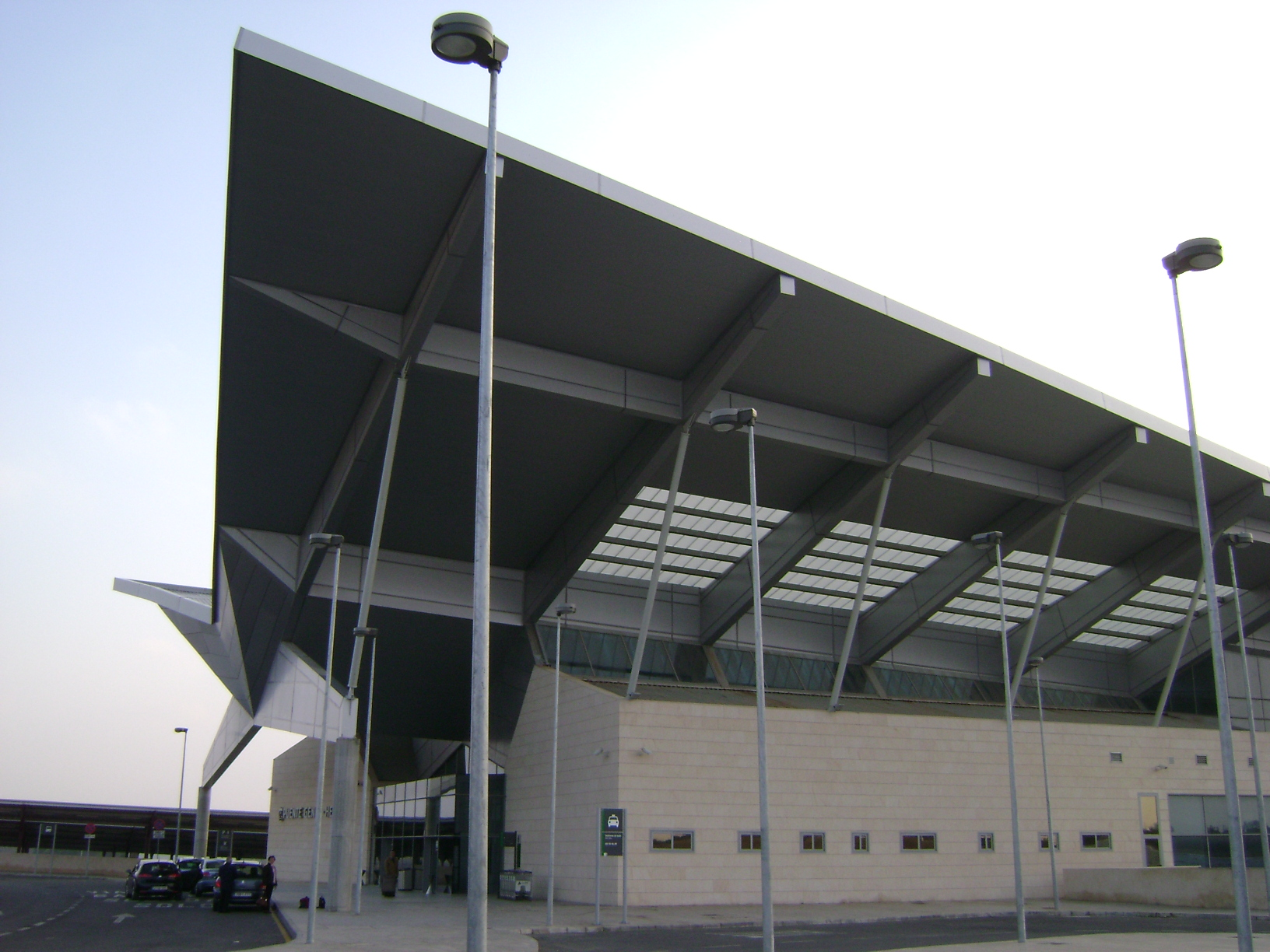
Estación alta velocidad Puente-Genil - Herrera

A 4 km de Puente Genil, aproximadamente, entre las localidades de Puente-Genil y Herrera se encuentra situada la estación de AVE Puente Genil-Herrera, a la que se accede mediante un enlace diseñado desde la carretera A-340 (Estepa - Herrera - Puente-Genil). Dispone de varios servicios diarios que la enlazan con las ciudades de Granada, Málaga, Córdoba, Madrid, Sevilla, Zaragoza y Barcelona, entre otras. También cuenta con numerosos enlaces de lanzaderas AVANT de media distancia, que conectan las ciudades de Córdoba, Granada, Puente-Genil, Sevilla, Antequera y Málaga.
Dada la topografía del terreno, se optó por ubicar el edificio de viajeros en una cota elevada respecto a las vías, a modo de una gran pasarela de 1.550 metros cuadrados, con visión de la vía a través de un muro cortina. Una estructura metálica la dota de una espectacular cubierta. Es en esta pasarela-vestíbulo donde se albergan todos los servicios que requiere una estación de alta velocidad: centro de viajes, cafetería (actualmente cerrada), 250 metros cuadrados de locales comerciales y un vestíbulo de 410 metros cuadrados. La diferencia de cota entre los andenes y la pasarela o vestíbulo, es de unos seis metros y medio. Diferencia que se salva por medios de elevación mecánicos (dos escaleras mecánicas por andén y ascensores panorámicos). La estación tiene cuatro vías, dos generales centrales pasantes y las restantes de apartado, que dan servicio a dos andenes laterales de 400 m de largo y seis de ancho provistos de unas grandes y vistosas marquesinas de estructura metálica. Su aparcamiento (con capacidad para 250 plazas) consta de unas marquesinas de estructura similar a la de los andenes. También, como en el caso de la estación de Antequera, tiene un sistema de control de plazas, así como zonas destinadas a la parada momentánea y acceso y bajada de viajeros de autobuses y taxis.

## Sanidad
Puente-Genil cuenta con un centro de salud con urgencias, y el nuevo hospital comarcal Alto Guadalquivir también con servicio de urgencias, cafetería, quirófanos, habitaciones para ingresar y cuenta múltiples servicios sanitarios como dermatología, cirugía general y digestiva, cardiología, otorrinolaringología, neumología, hematología, anestesia, aparato digestivo, urología, ginecología y obstetricia, oftalmología, radiología, análisis clínicos y medicina preventiva. También se encuentra el nuevo hospital Veterinario que cuenta con múltiples servicios sanitarios para todos nuestros animales y también cuenta con quirófanos.

## Educación
Puente-Genil cuenta con los siguientes centros educativos:
- Centros docentes privados:
  - CDP Alemán: Cuenta con enseñanzas de Infantil, Primaria y ESO.
  - CDP Compañía de María: Cuenta con enseñanzas de Infantil, Primaria y la ESO, así como de educación especial.
- Colegios de Educación Infantil y Primaria:
  - CEIP Agustín Rodríguez
  - CEIP Castillo de Anzur
  - CEIP Dulce Nombre
  - CEIP José María Pemán
  - CEIP Enrique Asensi
  - CEIP Ramiro de Maeztu
  - CEIP Santiago Ramón y Cajal
- Escuelas Infantiles y Colegios de Educación Infantil:
  - CEI Ángel de la Guarda
  - CEI Mafalda
  - CEI Proyecto Educa
  - EI La Divina Providencia
- Institutos de Educación Secundaria:
  - IES Fuente Álamo: Carece de Bachillerato.
  - IES Ingeniero Juan de la Cierva
  - IES Manuel Reina
  - IES Profesor Andrés Bojollo
- Centro de Educación Permanente Los Pinos
- Escuela Municipal de Música